# Заполье (Слуцкий район)
Заполье — агрогородок в Бокшицком сельсовете Слуцкого района Минской области Республики Беларусь.

## История
Точная дата основания неизвестна (Деревня была основана до ВОВ). В годы боевых действий Заполье и близлежащие населённые пункты были оккупированы нацистской Германией. В 1944 году в результате Белорусского контрнаступления Заполье и близлежащие населённые пункты вернулись под контроль СССР.
В послевоенные годы в Заполье установили памятник местным землякам сражавшимся против немецкой армии.

## Население
По данным переписи населения Республики Беларусь за 2009 год население Заполье составляет 323 человека.

## География
Расстояние от агрогородка Заполье до города Слуцка составляет 6 километров. По трассе Слуцк — Минск составляет 9 километров. Также по трассе Слуцк Минск по дороге в Заполье будет деревня Василинки. А до города Минска 91 километр, по трассе Слуцк — Минск 99 километров.
В агрогородке имеется автобусная остановка по маршруту Заполье — Слуцк.
Агрогородок состоит из двух частей связываемых трассой P23.
Рядом с агрогородком протекает ручей.

## Инфраструктура
- Автобусная остановка.
- Школа.
- Баня.
- Магазин.
- Почтовое отделение.

## Достопримечательности
- 3 памятника Феликсу Дзержинскому.
- Памятник советским солдатам.